# Соловйовськ
Соловйо́вськ (рос. Соловьёвск) — село у складі Борзинського району Забайкальського краю, Росія. Адміністративний центр Соловйовського сільського поселення.

## Населення
Населення — 674 особи (2010; 790 у 2002).
Національний склад (станом на 2002 рік):
- росіяни — 85 %